# ウクライナの首相
ウクライナの首相（ウクライナのしゅしょう、ウクライナ語: Премєр-міністр України）は、ウクライナの首相。
ソビエト連邦の崩壊に伴う独立後では、国家元首たるウクライナの大統領により指名され、ウクライナ最高会議（議会）の過半数の同意を基づいて任命され、首相の指名に基づいて内閣を構成する各大臣を任命する（ウクライナ憲法第85、第114条）。内閣は行政権の最高機関であり、大統領と議会に対して責任を負う（同第113条）。
首相は、内閣の業務を指導し、最高会議が採択した活動プログラムを履行する（同第114条）。また、省庁の再編に関して大統領に提案する（同第106条）。大統領が任期満了前に辞任した場合、首相は新大統領が選出されるまでは一部を除いた大統領権限を行使できる（同第112条）。
内閣は、新しい大統領が選出されると総辞職する（同115条）。
- Constitution of Ukraine[リンク切れ] - ウクライナ大統領府による公式の憲法英訳。

## ウクライナの首相一覧

### ウクライナ臨時労働者・農民政府
| 代 | 肖像 | 氏名                       | 就任日         | 退任日        | 政党             | 備考 |
| -- | ---- | -------------------------- | -------------- | ------------- | ---------------- | ---- |
| 1  |      | ゲオルギー・ピャタコフ     | 1918年11月28日 | 1919年1月16日 | ウクライナ共産党 |      |
| 2  |      | フリスチアン・ラコフスキー | 1919年1月28日  | 1919年1月29日 | ウクライナ共産党 |      |

### ウクライナ・ソビエト社会主義共和国
| 代   | 肖像 | 氏名                           | 就任日         | 退任日         | 政党             | 備考         |
| ---- | ---- | ------------------------------ | -------------- | -------------- | ---------------- | ------------ |
| 1    |      | フリスチアン・ラコフスキー     | 1919年1月29日  | 1919年10月15日 | ウクライナ共産党 |              |
| 2    |      | グリゴリー・ペトロフスキー     | 1919年12月11日 | 1920年2月19日  | ウクライナ共産党 |              |
| 3    |      | フリスチアン・ラコフスキー     | 1920年2月19日  | 1923年7月15日  | ウクライナ共産党 |              |
| 4    |      | ヴラス・チュバーリ             | 1923年7月15日  | 1934年4月      | ウクライナ共産党 |              |
| 5    |      | パナース・リューブチェンコ     | 1934年4月28日  | 1937年8月29日  | ウクライナ共産党 | 在任中に自殺 |
| 6    |      | ミハイル・ボンダレンコ         | 1937年8月30日  | 1937年10月     | ウクライナ共産党 |              |
| 代行 |      | ニコライ・マルチャーク         | 1937年10月13日 | 1938年2月19日  | ウクライナ共産党 |              |
| 7    |      | デミヤン・コロトチェンコ       | 1938年2月21日  | 1939年7月28日  | ウクライナ共産党 |              |
| 8    |      | レオニード・コルニエツ         | 1939年7月28日  | 1944年2月5日   | ウクライナ共産党 |              |
| 9    |      | ニキータ・フルシチョフ         | 1944年2月5日   | 1947年12月26日 | ウクライナ共産党 |              |
| 10   |      | デミヤン・コロトチェンコ       | 1947年12月26日 | 1954年1月15日  | ウクライナ共産党 |              |
| 11   |      | ニキフォル・カリチェンコ       | 1954年1月15日  | 1961年2月28日  | ウクライナ共産党 |              |
| 12   |      | ウラジーミル・シチェルビツキー | 1961年2月28日  | 1963年6月28日  | ウクライナ共産党 |              |
| 13   |      | イヴァン・カザネツ             | 1963年6月28日  | 1965年10月15日 | ウクライナ共産党 |              |
| 14   |      | ウラジーミル・シチェルビツキー | 1965年10月15日 | 1972年6月8日   | ウクライナ共産党 |              |
| 15   |      | アレクサンドル・リャシュコ     | 1972年6月8日   | 1987年7月10日  | ウクライナ共産党 |              |
| 16   |      | ヴィターリー・マソル           | 1987年7月10日  | 1990年10月23日 | ウクライナ共産党 |              |
| 17   |      | ヴィトリド・フォーキン         | 1990年10月23日 | 1991年8月24日  | ウクライナ共産党 |              |

### 1991年以降
| 代  | 肖像                  | 氏名                             | 内閣                     | 就任日         | 退任日         | 政党                                                          | 備考                                    |
| --- | --------------------- | -------------------------------- | ------------------------ | -------------- | -------------- | ------------------------------------------------------------- | --------------------------------------- |
| 1   |                       | ヴィトリド・フォーキン           | フォーキン内閣           | 1991年8月24日  | 1992年10月2日  | ウクライナ共産党→無所属                                       | 1990年11月14日まで代行                  |
| -   |                       | ヴァレントゥイン・スィモネンコ   |                          | 1992年10月2日  | 1992年10月13日 | 無所属                                                        | 代行                                    |
| 2   |                       | レオニード・クチマ               | クチマ内閣               | 1992年10月13日 | 1993年9月22日  | 無所属                                                        |                                         |
| -   |                       | エフィム・ズヴャギリスキー       |                          | 1993年9月22日  | 1994年6月16日  | 無所属                                                        | 代行                                    |
| 3   |                       | ヴィターリー・マソル             | 第2次マソル内閣          | 1994年6月16日  | 1995年3月6日   | 無所属                                                        |                                         |
| 4   |                       | イェヴヘーン・マルチューク       | マルチューク内閣         | 1995年3月6日   | 1996年5月28日  | 無所属                                                        | 1995年6月8日まで代行                    |
| 5   |                       | パーヴェル・ラザレンコ           | 第1次ラザレンコ内閣      | 1996年5月28日  | 1997年7月2日   | フロマーダ                                                    |                                         |
| 5   | 第2次ラザレンコ内閣   | パーヴェル・ラザレンコ           |                          | 1996年5月28日  | 1997年7月2日   | フロマーダ                                                    |                                         |
| -   |                       | ヴァスィーリ・ドゥルドゥイネツィ |                          | 1997年7月2日   | 1997年7月30日  | 無所属                                                        | 代行                                    |
| 6   |                       | ワレーリー・プストヴォイチェンコ | プストヴォイチェンコ内閣 | 1997年7月30日  | 1999年12月22日 | ウクライナ人民民主党                                          |                                         |
| 7   |                       | ヴィクトル・ユシチェンコ         | ユシチェンコ内閣         | 1999年12月22日 | 2001年5月29日  | 無所属                                                        |                                         |
| 8   |                       | アナトリー・キナフ               | キナフ内閣               | 2001年5月29日  | 2002年11月21日 | ウクライナ産業家企業家党                                      |                                         |
| 9   |                       | ヴィクトル・ヤヌコーヴィチ       | 第1次ヤヌコーヴィチ内閣  | 2002年11月21日 | 2004年12月7日  | 地域党                                                        | 1期目                                   |
| -   |                       | ミコラ・アザロフ                 | 第1次ヤヌコーヴィチ内閣  | 2004年12月7日  | 2004年12月28日 | 地域党                                                        | 代行                                    |
| (9) |                       | ヴィクトル・ヤヌコーヴィチ       | 第1次ヤヌコーヴィチ内閣  | 2004年12月28日 | 2005年1月5日   | 地域党                                                        | 1期目復職                               |
| -   |                       | ミコラ・アザロフ                 |                          | 2005年1月5日   | 2005年1月24日  | 地域党                                                        | 代行                                    |
| 10  |                       | ユーリヤ・ティモシェンコ         | 第1次ティモシェンコ内閣  | 2005年1月24日  | 2005年9月8日   | 全ウクライナ連合「祖国」 (ユーリヤ・ティモシェンコ・ブロック) | 2005年2月4日まで代行                    |
| 11  |                       | ユーリー・エハヌロフ             | エハヌロフ内閣           | 2005年9月8日   | 2006年8月4日   | 我らがウクライナ                                              | 2005年9月22日まで代行                   |
| 12  |                       | ヴィクトル・ヤヌコーヴィチ       | 第2次ヤヌコーヴィチ内閣  | 2006年8月4日   | 2007年12月18日 | 地域党                                                        | 2期目                                   |
| 13  |                       | ユーリヤ・ティモシェンコ         | 第2次ティモシェンコ内閣  | 2007年12月18日 | 2010年3月4日   | 全ウクライナ連合「祖国」 (ユーリヤ・ティモシェンコ・ブロック) | 2期目                                   |
| -   |                       | オレクサンドル・トゥルチノフ     | 第2次ティモシェンコ内閣  | 2010年3月4日   | 2010年3月11日  | 全ウクライナ連合「祖国」 (ユーリヤ・ティモシェンコ・ブロック) | 代行                                    |
| 14  |                       | ミコラ・アザロフ                 | 第1次アザロフ内閣        | 2010年3月11日  | 2014年1月28日  | 地域党                                                        | 2012年12月3日から2012年12月13日まで代行 |
| 14  | 第2次アザロフ内閣     | ミコラ・アザロフ                 |                          | 2010年3月11日  | 2014年1月28日  | 地域党                                                        | 2012年12月3日から2012年12月13日まで代行 |
| -   |                       | セルヒー・アルブゾウ             | 2014年1月28日            | 2014年2月27日  | 地域党         | 代行                                                          |                                         |
| 15  |                       | アルセニー・ヤツェニュク         | 第1次ヤツェニュク内閣    | 2014年2月27日  | 2016年4月14日  | 全ウクライナ連合「祖国」→人民戦線党                           |                                         |
| 15  | 第2次ヤツェニュク内閣 | アルセニー・ヤツェニュク         |                          | 2014年2月27日  | 2016年4月14日  | 全ウクライナ連合「祖国」→人民戦線党                           |                                         |
| 16  |                       | ヴォロディーミル・フロイスマン   | フロイスマン内閣         | 2016年4月14日  | 2019年8月29日  | ペトロ・ポロシェンコ・ブロック                                |                                         |
| 17  |                       | オレクシー・ホンチャルク         | ホンチャルク内閣         | 2019年8月29日  | 2020年3月4日   | 国民の僕                                                      |                                         |
| 18  |                       | デニス・シュミハリ               | シュミハリ内閣           | 2020年3月4日   | 2025年7月16日  | 無所属                                                        |                                         |
| 19  |                       | ユリヤ・スヴィリデンコ           | スヴィリデンコ内閣       | 2025年7月17日  | 現職           | 無所属                                                        |                                         |